# Alfred Kurella
Alfred Kurella (Brzeg, 2 maggio 1895 – 12 giugno 1975) è stato uno scrittore e politico tedesco, funzionario culturale del Partito Socialista Unificato di Germania.

## Biografia
Il padre di Alfred Kurella, Hans Kurella, fu lo psicoanalista che introdusse la conoscenza di Cesare Lombroso in Germania, mentre la madre, Marie Ludwika Karczewska, tradusse la figlia di Lombroso, Gina.
Studiò pittura e grafica alla Königliche Kunstgewerbeschule München. Arruolatosi come volontario nell'esercito nel 1914, fu smobilitato un anno dopo. Dopo il suo ritorno in patria, lavorò come insegnante e giornalista in periodici di sinistra.
Nel 1918 divenne membro del Partito Comunista Tedesco. Un anno più tardi, incontrò Lenin e divenne membro del Partito Comunista dell'Unione Sovietica e del Comintern.
Nella primavera del 1934 Kurella iniziò a vivere a Mosca e nel 1935 iniziò a scrivere per la Deutsche Zentral Zeitung. Nel 1937, divenne acquisì la cittadinanza sovietica e nel 1943 fu coinvolto nell'attività del Comitato nazionale per una Germania libera. Suo fratello, Heinrich Kurella, anch'egli in esilio in Unione Sovietica, fu arrestato dall'NKVD durante la Grande Purga e fu giustiziato. Nel 1954, Kurella fece ritorno nella Germania Est e divenne membro del comitato ideologico del Partito di Unità Socialista di Germania (SED).
I suoi resti furono sepolti nel Memoriale dei Socialisti del Cimitero centrale di Friedrichsfelde di Lichtenberg, vicino a Berlino.

## Premi e decorazioni
- 1961: Ordine di Karl Marx;
- 1969: Premio nazionale della Repubblica Democratica Tedesca;
- 1970: Premio culturale del Freier Deutscher Gewerkschaftsbund e della Libera Gioventù Tedesca;
- Chiusura d'onore all'Ordine al merito per la patria della Repubblica Democratica Tedesca